# Aeropuerto Internacional de Entebbe
El Aeropuerto Internacional de Entebe (IATA: EBB, OACI: HUEN) es el principal aeropuerto de Uganda. Se encuentra próximo a la ciudad de Entebbe, en la orilla del lago Victoria, a unos 35 km (21 millas) de la capital Kampala.
Entebbe fue la ubicación de una base de hidroaviones a finales de la década de 1930, construida por los británicos para facilitar los vuelos de larga distancia desde Gran Bretaña a Sudáfrica y otros lugares. Se le añadió nuevas pistas en 1947 y la entonces princesa Elizabeth (Isabel II) inauguró ceremoniosamente una terminal en 1952.
El aeropuerto fue el escenario de una operación de rescate de rehenes por parte de las Sayeret Matkal israelíes, a la cual se llamó Operación Entebbe, en 1976, ante el secuestro Árabe-Germano de un vuelo de Air France que partió de Tel Aviv y obtuvo permiso de Idi Amin para aterrizar en Entebbe. El escenario del rescate fue "el viejo aeropuerto", que ha sido recientemente demolido salvo por su torre — y que se encontraba contiguo al "nuevo aeropuerto". Se encuentra en construcción una terminal interna cuya conclusión está planificada para octubre de 2007.
En 2004, el aeropuerto tuvo un tráfico de 543.593 pasajeros (un 10% más que en 2003). 
También  contiene instalaciones para el entrenamiento antiterrorista de las fuerzas armadas estadounidenses.

## Aerolíneas y destinos

### Pasajeros

#### Destinos nacionales
| Localidad | Nombre del aeropuerto | Aerolíneas                                              | Aeronaves          | Frecuencias semanales |        |
| Uganda    | Uganda                | Uganda                                                  | Uganda             | Uganda                | Uganda |
| --------- | --------------------- | ------------------------------------------------------- | ------------------ | --------------------- | ------ |
| Apoka     | Aeropuerto de Apoka   | Eagle Air (Chárter)                                     |                    |                       |        |
| Arua      | Aeropuerto de Arua    | Eagle Air                                               |                    |                       |        |
| Bugungu   | Aeródromo de Bugungu  | Aerolink Uganda                                         | Cessna 208 Caravan |                       |        |
| Chobe     | Aeropuerto de Chobe   | Aerolink Uganda                                         | Cessna 208 Caravan |                       |        |
| Kasese    | Aeropuerto de Kasese  | Aerolink Uganda BAR Aviation Uganda Eagle Air (Chárter) | Cessna 208 Caravan |                       |        |
| Kidepo    | Aeropuerto de Kidepo  | Aerolink Uganda BAR Aviation Uganda                     | Cessna 208 Caravan |                       |        |
| Kihihi    | Aeródromo de Savannah | Aerolink Uganda BAR Aviation Uganda                     | Cessna 208 Caravan |                       |        |
| Kisoro    | Aeropuerto de Kisoro  | Aerolink Uganda BAR Aviation Uganda Eagle Air (Chárter) | Cessna 208 Caravan |                       |        |
| Mbarara   | Aeropuerto de Mbarara | BAR Aviation Uganda                                     |                    |                       |        |
| Mweya     | Aeropuerto de Mweya   | Aerolink Uganda Eagle Air (Chárter)                     | Cessna 208 Caravan |                       |        |
| Pakuba    | Aeródromo de Pakuba   | Aerolink Uganda BAR Aviation Uganda Eagle Air (Chárter) | Cessna 208 Caravan |                       |        |
| Semliki   | Aeródromo de Semliki  | Aerolink Uganda Eagle Air (Chárter)                     | Cessna 208 Caravan |                       |        |
| Soroti    | Aeropuerto de Soroti  | Aerolink Uganda Eagle Air (Chárter)                     | Cessna 208 Caravan |                       |        |

#### Destinos internacionales
| Ciudades por países             | Nombre del aeropuerto                                           | Aerolíneas                                                                       | Aeronaves                 | Frecuencias semanales |        |
| África                          | África                                                          | África                                                                           | África                    | África                | África |
| ------------------------------- | --------------------------------------------------------------- | -------------------------------------------------------------------------------- | ------------------------- | --------------------- | ------ |
| Burundi                         |                                                                 |                                                                                  |                           |                       |        |
| Buyumbura                       | Aeropuerto Internacional de Buyumbura                           | Uganda Airlines                                                                  |                           |                       |        |
| Egipto                          |                                                                 |                                                                                  |                           |                       |        |
| El Cairo                        | Aeropuerto Internacional de El Cairo                            | Egyptair                                                                         |                           |                       |        |
| Etiopía                         |                                                                 |                                                                                  |                           |                       |        |
| Addis Abeba                     | Aeropuerto Internacional de Bole                                | Ethiopian                                                                        |                           |                       |        |
| Kenia                           |                                                                 |                                                                                  |                           |                       |        |
| Kisumu                          | Aeropuerto de Kisumu                                            | Aerolink Uganda                                                                  | Cessna 208 Caravan        |                       |        |
| Masái Mara                      | Aeropuerto de Mara Serena                                       | Aerolink Uganda                                                                  | Cessna 208 Caravan        |                       |        |
| Mombasa                         | Aeropuerto Internacional Moi                                    | Uganda Airlines                                                                  |                           |                       |        |
| Nairobi                         | Aeropuerto Internacional Jomo Kenyatta                          | Fly-SAX Jambojet Kenya Airways RwandAir Uganda Airlines operado por Lift Airline | DHC-8 402 CRJ900 A320-231 |                       |        |
| Nigeria                         |                                                                 |                                                                                  |                           |                       |        |
| Lagos                           | Aeropuerto Internacional Murtala Mohammed                       | Uganda Airlines operado por Lift Airline                                         | A330-841N A320-231        |                       |        |
| República Centroafricana        |                                                                 |                                                                                  |                           |                       |        |
| Bangui                          | Aeropuerto Internacional de Bangui M'Poko                       | Kenya Airways                                                                    |                           |                       |        |
| República Democrática del Congo |                                                                 |                                                                                  |                           |                       |        |
| Ishasha                         | Aeropuerto de Ishasha                                           | Eagle Air (Chárter)                                                              |                           |                       |        |
| Kinsasa                         | Aeropuerto Internacional de N'Djili                             | Uganda Airlines operado por Lift Airline                                         | CRJ900 A320-231           |                       |        |
| Ruanda                          |                                                                 |                                                                                  |                           |                       |        |
| Kigali                          | Aeropuerto Internacional de Kigali                              | Kenya Airways RwandAir                                                           |                           |                       |        |
| Somalia                         |                                                                 |                                                                                  |                           |                       |        |
| Mogadiscio                      | Aeropuerto Internacional Aden Adde                              | Uganda Airlines                                                                  |                           |                       |        |
| Sudáfrica                       |                                                                 |                                                                                  |                           |                       |        |
| Johannesburgo                   | Aeropuerto Internacional de Johannesburgo-Oliver Reginald Tambo | Uganda Airlines                                                                  | CRJ900                    |                       |        |
| Sudán                           |                                                                 |                                                                                  |                           |                       |        |
| Jartum                          | Aeropuerto Internacional de Jartum                              | Tarco Aviation                                                                   |                           |                       |        |
| Sudán del Sur                   |                                                                 |                                                                                  |                           |                       |        |
| Yuba                            | Aeropuerto Internacional de Yuba                                | Ethiopian Golden Wings Aviation RwandAir Tarco Aviation Uganda Airlines          | CRJ900                    |                       |        |
| Yei                             | Aeropuerto de Yei                                               | Eagle Air                                                                        |                           |                       |        |
| Tanzania                        |                                                                 |                                                                                  |                           |                       |        |
| Dar es Salaam                   | Aeropuerto Internacional Julius Nyerere                         | Air Tanzania Precision Air Uganda Airlines                                       | ATR                       |                       |        |
| Kilimanjaro                     | Aeropuerto Internacional del Kilimanjaro                        | Air Tanzania Uganda Airlines                                                     |                           |                       |        |
| Seronera                        | Aeródromo de Seronera                                           | Auric Air                                                                        |                           |                       |        |
| Zanzíbar                        | Aeropuerto Internacional de Zanzíbar                            | Uganda Airlines                                                                  |                           |                       |        |
| Asia                            |                                                                 |                                                                                  |                           |                       |        |
| Catar                           |                                                                 |                                                                                  |                           |                       |        |
| Doha                            | Aeropuerto Internacional Hamad                                  | Qatar Airways                                                                    | B787-8                    |                       |        |
| Emiratos Árabes Unidos          |                                                                 |                                                                                  |                           |                       |        |
| Dubái                           | Aeropuerto Internacional de Dubái                               | Emirates Flydubai Uganda Airlines                                                | B737 A330-841N            |                       |        |
| Sharjah                         | Aeropuerto Internacional de Sharjah                             | Air Arabia                                                                       | A32x                      |                       |        |
| India                           |                                                                 |                                                                                  |                           |                       |        |
| Bombay                          | Aeropuerto Internacional Chhatrapati Shivaji                    | Uganda Airlines                                                                  | A330-841N                 |                       |        |
| Europa                          |                                                                 |                                                                                  |                           |                       |        |
| Bélgica                         |                                                                 |                                                                                  |                           |                       |        |
| Bruselas                        | Aeropuerto de Bruselas                                          | Brussels Airlines                                                                | A330-300                  |                       |        |
| Países Bajos                    |                                                                 |                                                                                  |                           |                       |        |
| Ámsterdam                       | Aeropuerto de Ámsterdam-Schipol                                 | KLM                                                                              |                           |                       |        |
| Turquía                         |                                                                 |                                                                                  |                           |                       |        |
| Estambul                        | Aeropuerto Internacional de Estambul                            | Turkish Airlines                                                                 |                           |                       |        |

### Carga
| Aerolíneas                              | Destinos                                                      |
| --------------------------------------- | ------------------------------------------------------------- |
| Astral Aviation                         | Nairobi–Jomo Kenyatta                                         |
| BidAir Cargo                            | Johannesburgo—O. R. Tambo                                     |
| EgyptAir Cargo                          | El Cairo, Sharjah                                             |
| Emirates SkyCargo                       | Dubái–Al Maktoum                                              |
| Ethiopian Airlines                      | Adís Abeba                                                    |
| Etihad Cargo                            | Abu Dabi                                                      |
| Qatar Airways Cargo                     | Bruselas, Doha, Nairobi–Jomo Kenyatta                         |
| Stabo Air                               | Johannesburgo—O. R. Tambo, Lieja                              |
| Uganda Air Cargo                        | Dubái–Internacional, Fráncfort, Johannesburgo-OR Tambo        |
| Chapman Freeborn                        | Johannesburgo-OR Tambo, Nairobi–Jomo Kenyatta, Ostende/Brujas |
| Turkish Cargo                           | Estambul, Nairobi–Jomo Kenyatta                               |
| United Nations Humanitarian Air Service | Roma–Fiumicino                                                |

## Estadísticas
Ver fuente y consulta Wikidata.